# Геккон (бронемашина)
БКМ «Геккон» (укр. Бойова колісна машина «Гекон») — один из украинских вариантов модернизации советской бронемашины БРДМ-2.

## История
Бронемашина была разработана в 2016 году в инициативном порядке специалистами инженерной группы "Азов" (в дальнейшем, взявшей название Инженерная группа «Арей») и построена на внебюджетные средства в цехах закрытого киевского завода «АТЕК».
Демонстрационный образец бронемашины был представлен на открывшейся 11 октября 2016 года в Киеве выставке вооружения и военной техники выставка «Зброя та безпека-2016», но производство освоено не было.
Сведений о эксплуатации бронемашины не имеется.

## Описание
При переоборудовании БРДМ-2 в БКМ «Геккон» две пары пневматических колёс (предназначенных для преодоления траншей и окопов) и гидравлические подъёмники, обеспечивающие их выдвижение были демонтированы. Штатный бензиновый двигатель ГАЗ-41 и механическая трансмиссия заменены на новый дизельный двигатель "General Motors" мощностью 215 л. с. с гидростатическим приводом, в бортах сделаны две бойницы для ведения огня из стрелкового оружия и две бортовые двери (в результате, выход десанта и экипажа осуществляется через бортовые двери, два люка в крыше десантного отделения и заднюю аппарель). Кроме того, на БКМ установлены два водомётных движителя итальянского производства, которые обеспечивают движение по воде со скоростью до 10 км/ч.
Броневая защита усилена (также сообщается, что возможна установка комплекта дополнительной защиты модульной конструкции массой 800 кг, что увеличивает массу бронемашины до 9 тонн), это увеличивает расход топлива и снижает запас хода.
Общая численность экипажа и десанта бронемашины составляет 9 человек.
Демонстрационный образец был оснащён изменённой башней от БРДМ-2 (в которой установлены 12,7-мм пулемёт НСВТ, 7,62-мм пулемёт ПКТ и четыре 81-мм дымовых гранатомёта), однако по сведениям разработчиков, возможно сохранение стандартной башни от БРДМ-2 или установка иных боевых модулей.
В начале июня 2017 года стоимость переоборудования одной БРДМ-2 в БКМ «Геккон» оценивалась в 3,1 млн. гривен.